# 코무나
코무나(스페인어: comuna)는 칠레의 제3차 행정구역이다. 칠레의 현의 아래에 있다. 모두 346개이다.
칠레에서 가장 작은 행정 구역이다. 여기에는 도시, 마을, 마을, 촌락 및 농촌 지역이 포함될 수 있다. 산티아고(Santiago), 발파라이소(Valparaíso) 및 콘셉시온(Concepción)과 같이 인구 밀도가 높은 지역에서는 하나의 도시가 여러 코무나로 나뉠 수 있다. 반대로 인구 밀도가 낮은 지역에서는 코무나가 촌락에서 마을이나 도시에 이르기까지 여러 정주 지역과 함께 상당한 농촌 지역을 포함할 수 있다.

## 같이 보기
- 칠레의 주
- 칠레의 현